# 53-57
53 — 57 — прямоидущая дальноходная бесследная торпеда для поражения надводных кораблей и судов, а также разрушения расположенных у уреза воды береговых сооружений.

Торпеды состоят на вооружении надводных кораблей, подводных лодок и морской авиации. В ВМФ СССР торпеды классифицируют в зависимости от заряда БЧ — ядерная или обычная, по виду энергосиловой установки — парогазовая (тепловая), электрическая или реактивная и по масс-габаритным характеристикам обычные или малогабаритные.

## История проектирования
Разрабатывалась Ломоносовским филиалом НИИ-400 (впоследствии — НИИ мортеплотехники) под руководством главного конструктора Д. А. Кокрякова. В основу разработки торпеды были положены трофейные немецкие материалы, а неконтактный взрыватель являлся копией немецкого.

 В 1957 году данная торпеда поступила на вооружение ВМФ СССР и успешно использовалась надводными кораблями и подводными лодками.

## Конструкция
Торпеда 53-57 имеет стандартную сигарообразную форму разделённую на 4 основных отсека:
1. Боевое зарядное отделение;
2. Отделение энергокомплекта;
3. Кормовая часть;
4. Хвостовая часть.

В боевом зарядном отделении находятся неконтактный взрыватель, запальные приспособления и взрывчатое вещество.

В отделении энергокомплекта помещаются резервуары с перекисью водорода из сплава АМг со специальным покрытием и сжатым воздухом, отсек с морской водой и керосином.

В кормовой части имеются силовая установка и механизмы, управляющие движением торпеды.

В хвостовой части расположены два гребных винта и четыре пера с вертикальными и горизонтальными рулями для управления торпедой по направлению и глубине.

## Принцип работы
Перед выстрелом торпеды торпедист вводит стрельбовые данные в торпеду механическим (шпиндельным) способом. После выхода торпеды из торпедного аппарата и запуска реактивного двигателя она устремлялась к цели. Во время движения торпеда благодаря высокооборотному турбинному двигателю не оставляла видимого следа и выводилась на цель с помощью инерциальной системы управления. Как только торпеда входила в зону действия неконтактного взрывателя, происходило замыкание цепи запала и воспламенение взрывчатого вещества, вызывая взрыв заряда БЧ на расстоянии 4-5 метров от днища поражаемой цели.